# 2012年—2013年埃及抗議活動
2012年至2013年埃及抗議活動是指2012年11月22日穆罕默德·穆爾西廢除相關法令後所引起的一系列抗議活動，這次也常被視為2011年埃及革命之後引發的第三次示威浪潮。

## 時間軸

### 2013年

#### 7月抗議
最早是在2013年6月30日埃及總統穆罕默德·穆爾西當選一週年之際，數百名的示威者首先在埃及各地要求其立即辭去總統職務；然而由於許多民眾亦不滿其任內對於政治、經濟和社會問題的處理方式，而使得參與抗議活動的人數快速增長。隨後在開羅有數萬名民眾陸陸續續湧入位於市中心的解放廣場和作為總統府的赫利奧波利斯宮附近，其他示威群眾則陸陸續續在亞歷山卓、塞得港、蘇伊士等城市聚集並表達不滿。儘管一開始抗議遊行活動是定調為和平示威行動，並且也延續6月初的抗議行動而要求「放棄暴力」以及「軍事合法化」等訴求，但是在5名反穆爾西示威人士在多起槍擊事件中逝世後活動逐漸演變成為暴力衝突。與此同時，7月1日凌晨時支持穆爾西的民眾也在開羅納斯爾市靜坐示威以表達支持。
7月1日上午時，反穆爾西示威者攻擊了穆斯林兄弟會設在開羅默卡塔姆的埃及總部。其中抗議者除了對窗戶投擲物件以砸壞外，同時還進入建築內裡面破壞辦公設備、燒毀文件檔案並且洗劫重要物品，而埃及衛生和人口部證實有8人在總部附近的衝突中喪命。而埃及武裝部隊總司令部要求總統府在48小時之內對於示威民眾的訴求有所回應，否則軍隊將會在之後強制展開介入並且監督之後國家發展過程；而一些政黨領導人則向穆罕默德·穆爾西提議提前展開埃及總統選舉，並且表示對於軍方介入政治發展一事感到擔憂。
同一天5名埃及部會首長以及總統軍事顧問薩米·阿南宣布辭去職務以回應反對派的要求，其中具有軍事背景的薩米·阿南表示此舉是為了保護聲譽並公開表示並沒有繼續替穆爾西；之後當天晚上他則進一步發布支持軍方作法為合法行動之聲明，並且表示軍隊正試圖跟隨人民的意識而做出改變。另外一方面，在埃及協商會議上也有8人宣布辭去議員代表之職務。不過在7月2日凌晨時，埃及總統則發布聲明指出其認為軍隊的公開聲明已經導致國家陷入混亂局勢，並且表示應該要藉由對話的方式化解爭議。